# Bandiera della Puglia

Bandiera della Regione Puglia.

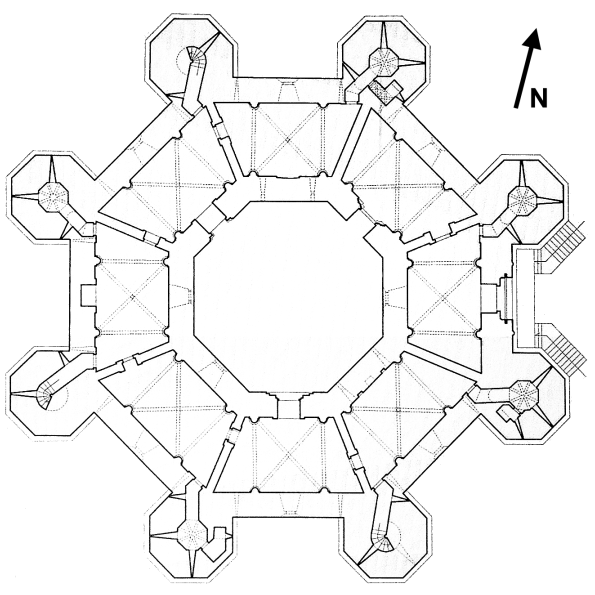
Pianta ottagonale di Castel del Monte.

La bandiera della Puglia è utilizzata dal 1995, ma fu adottata ufficialmente dal 10 agosto 2001.
Essa è costituita da:
- uno scudo sormontato dalla corona Federiciana, formato a sua volta da:
  - sei cerchi alla sommità, che rappresentano le sei province pugliesi (prima della creazione della provincia di Barletta-Andria-Trani erano cinque).
  - un ottagono centrale, rappresentante la pianta ottagonale di Castel del Monte, esso stesso riferimento a Federico II di Svevia.
  - un albero di ulivo, simbolo delle campagne pugliesi.

Nella bandiera sono presenti soprattutto i colori: oro, bianco, rosso, verde e azzurro.

## Galleria d'immagini

Nuovo disegno per la bandiera proposto nel 2007 e nel 2017.[2]